# Theodor Wastenius
Theodor Wastenius, född 16 juni 1816 på Känsö, Göteborgs och Bohus län, död 14 december 1887 i Göteborg, var en svensk målarmästare och målare.
Han var son till karantänläkaren på Känsö Carl Gustaf Wastenius och Anna Elisabeth Stenman. Wastenius var verksam som landskapsmålare från mitten av 1840-talet.